# Francesa Muy
Francesa Muy es una variedad cultivar de manzano (Malus domestica). Esta manzana es originaria de Galicia, está cultivada en la colección de árboles frutales y banco de germoplasma de Mabegondo con el N.º 10; ejemplares procedentes de esquejes localizados en Lubre (La Coruña).

## Sinónimos
- "Manzana Francesa Muy",[4][5]
- "Maceira Francesa Muy".

## Características
El manzano de la variedad 'Francesa Muy' tiene un vigor elevado. Tamaño grande y porte erguido.
Época de inicio de brotación a partir del 12 de abril y de floración a partir de 28 abril.
Las hojas tienen una longitud del limbo de tamaño medio, con la máxima anchura del limbo estrecha. Longitud de las estípulas media y la máxima anchura de las estípulas es estrecha. Denticulación del borde del limbo es biserrado, con la forma del ápice del limbo acuminado y la forma de la base del limbo es cordiforme. Con subestípulas presentes.
Sus flores tienen una longitud de los pétalos media, anchura de los pétalos es media, disposición de los pétalos en contacto entre sí, con una longitud del pedúnculo corta.
La variedad de manzana 'Francesa Muy' tiene un fruto de tamaño grande, de forma plana-globosa, de color bicolor, con chapa de a rayas, e intensidad media. Epidermis de textura desigual con pruina en su superficie, y con presencia de cera débil. Sensibilidad al "russeting" (pardeamiento áspero superficial que presentan algunas variedades)  medianamente sensible. Con lenticelas de tamaño pequeño.
Los sépalos están dispuestos de forma variable, variable en su base; fosa calicina profunda de una anchura media. Pedúnculo de grosor medio y de longitud media, siendo la cavidad peduncular poco profunda y de anchura media. Con pulpa de color blanco-crema, de firmeza es intermedia y textura intermedia; su jugosidad es intermedia con sabor de acidez media-baja dulces, y aromática.
Época de maduración y recolección a partir del 16 de septiembre. 'Francesa Muy' es una manzana que se utiliza como fruta de mesa.

## Susceptibilidades
- Oidio: ataque medio
- Moteado: no presenta
- Raíces aéreas: no presenta
- Momificado: ataque débil
- Pulgón lanígero: ataque débil
- Pulgón verde: ataque débil
- Araña roja: no presenta
- Chancro: no presenta[3]